# Pandanus brosimos
Pandanus brosimos är en enhjärtbladig växtart som beskrevs av Elmer Drew Merrill och Lily May Perry. Pandanus brosimos ingår i släktet Pandanus och familjen Pandanaceae. Inga underarter finns listade.